# Lijst van Nederlandse bands
Dit is een lijst van Nederlandse bands met een artikel op de Nederlandstalige Wikipedia:

## 0-9
- 16Down
- 2 Brothers on the 4th Floor
- 2 Unlimited
- 3JS
- 4Tuoze Matroze

## A
- a balladeer
- Abel
- Accordéon Mélancolique
- Acda en De Munnik
- Acid Junkies
- Action in DC
- Aegisma
- Aereda
- After Forever
- After Tea
- Air Bubble
- Alamo Race Track
- AlascA
- AliennatioN
- All for Nothing
- All Missing Pieces
- Alles
- Allez Mama
- Alquin
- The Amazing Stroopwafels
- Anne Frank Zappa
- Antidote
- Ape not Mice
- The Apers
- Arling & Cameron
- Armed Cloud
- Arnhemsgewijs
- Asphyx
- at the close of every day
- Audiotransparent
- Autumn
- Ayreon

## B
- Babe
- Baby Berserk
- Bad Candy
- George Baker Selection
- Balthasar Gerards Kommando
- Banji
- Bankzitters
- Barby-Pop
- Barrelhouse
- Bauer
- Bazooka
- Beachdog
- Bearforce1
- Beatboys
- Beef
- Benjamin B
- BENR
- Bertus Staigerpaip
- Bettie Serveert
- Big Mouth & Little Eve
- Big Shampoo and the Hairstylers
- Bintangs
- Black Sun Empire
- Bloem
- BLØF
- The Blue Diamonds
- Blue Velvet
- Bluesbreakers
- The Bob Color
- Boegies
- Frank Boeijen Groep
- Boh Foi Toch
- Bökkers
- Bolland & Bolland
- Bond tegen Harries
- Bongloard
- Born from Pain
- Bots
- Bowl
- Braak
- Brainbox
- Bricquebec
- Brintex Collective
- Brown Feather Sparrow
- The Buffoons
- Bumble Bees
- BZB
- BZN
- B-Brave

## C
- Caesar
- Canyon
- Carach Angren
- Carboon
- Carlsberg
- Case Mayfield
- Cashmyra
- Catapult
- The Cats
- Cavolo Nero
- CCC Inc.
- Cesair
- Charlot
- The Charm The Fury
- Chef'Special
- Children of Jubal
- Ch!pz
- CIEL
- Circus Custers
- City to City
- Clan of Xymox
- Claw Boys Claw
- Cloud Cafe
- Cloudsurfers
- Cocobolo
- Cocktail Trio
- comforter2
- Coparck
- Corry en de Rekels
- Cosmic Dealer
- Cuby + Blizzards
- C-mon & Kypski

## D
- Dance Reaction
- Daryll-Ann
- Dawn Brothers
- Day Six
- Deep River Quartet
- De Dekkerband
- Delain
- Desert Sons
- The Desperates
- Destine
- Detonation
- DeWolff
- De Dijk
- De Dikke Lul Band
- DI-RECT
- Diesel
- Dirindi
- Disquiet
- Dizzy Man's Band
- It Dockumer Lokaeltsje
- Do-The-Undo
- Doe Maar
- Dolly Dots
- Dorpsstraat 3
- Dream
- Droom Dit
- Drukwerk
- The Dutch
- The Dutch Boys
- Dutch Swing College Band
- DuvelDuvel

## E
- Earth & Fire
- Easy Aloha's
- Mrs. Einstein
- Ekseption
- El Pino and the Volunteers
- Electric Johnny and his Skyrockets
- Electropoëzie
- Elephant
- End Of The Dream
- Epica
- Equalz
- The Ex

## F
- F
- Face Tomorrow
- Fakkelbrigade
- Fatal Flowers
- Feng Suave
- Ferrari
- Feverdream
- Fiep
- Finch
- Findel
- Flaire
- Flairck
- Flavium
- Fleas and Lice
- Flinke Namen
- Fluitsma & Van Tijn
- Flyin' Spiderz
- FMG
- Focus
- Follow That Dream
- Fools
- The Force Dimension
- De Four Tak
- FOURCE
- The Fouryo's
- For I Am King
- Fox the Fox
- Foxlane
- Frank Boeijen Groep
- Fratsen
- Freestone
- Frizzle Sizzle
- Fruitcake
- Fungus
- Future Husband
- Future World Orchestra

## G
- GaGa
- Galaxy-Lin
- Gare du Nord
- The Gathering
- Gebroeders Ko
- Gem
- Ghost Trucker
- GIAN
- De Gigantjes
- Girls Wanna Have Fun
- Go Back to the Zoo
- God Dethroned
- Goed Goan
- Het Goede Doel
- Goldband
- Golden Earring
- Goldkimono
- Good Old Habit
- Gorefest
- Gotcha!
- Green Dream
- Green Lizard
- Greenfield & Cook
- Grof Geschut
- Gruppo Sportivo
- Group 1850

## H
- Nico Haak en de Paniekzaaiers
- The Haigs
- Hail Gewoon
- Hakkûhbar
- Hallo Venray
- Handsome Poets
- Hang Youth
- Hank the Knife & the Jets
- Harbour Jazzband
- De Hardheid
- De Havenzangers
- Hearts of Soul
- HeavyLight
- Heideroosjes
- Heidevolk
- Highlight
- Hillsphere
- De Heikrekels
- Henk en Henk
- Hepie & Hepie
- The Herb Spectacles
- Herder
- Hermes House Band
- Het
- Het Groot Niet Te Vermijden
- Hiqpy
- The Rob Hoeke Rhythm & Blues Group
- Höllenboer
- Huize Lucas
- Hydra
- The Hype

## I
- I Against I
- IJsland
- I Kissed Charles
- I.O.S.
- In 't Wild
- Indian Askin
- The Indien
- Inferum
- Intwine

## J
- Jack of Hearts
- Jackpot
- Jammah Tammah
- Janse Bagge Bend
- Jazzpolitie
- Jen Rog
- De Jeugd van Tegenwoordig
- Johan
- Johan & de Groothandel
- John Coffey
- Johnny and his Cellar Rockers
- Jostiband
- Jovink en de Voederbietels
- The Jumping Jewels
- June in December
- Jurk!

## K
- K3
- Kadanz
- Kalio Gayo
- Kane
- De Kast
- Kayak
- Kensington
- De Kift
- The Kik
- Kilima Hawaiians
- Kinderen voor Kinderen
- King Jack
- Klein Orkest
- Kleintje Pils
- De Kleintjes Pils
- Klyne
- Kobus gaat naar Appelscha
- Kraak & Smaak
- Krezip
- Kromme Jongens

## L
- L.A. Style
- Laser Dance
- Laster
- Lavalu
- Leaf
- Leap Day
- Left Side
- Library Card
- Lichter Laaie
- Lighttown Skiffle Group
- Linda, Roos & Jessica
- Livin' Blues
- Loïs Lane
- Long Tall Ernie and the Shakers
- Loupe
- Lov3less
- Lowland Trio
- LPG
- Lucifer
- Lucky Fonz III
- Luie Hond
- Luv'

## M
- The Mad Trist
- Maddog
- Magical Trio
- Mai Tai
- MainStreet
- MakeBelieve
- Mannenkoor Karrespoor
- Marathon
- Marching and Cycling Band HHK
- Massada
- Massive Assault
- MaYaN
- Maywood
- The Melody Sisters
- MeloManics
- The Meteors
- Mezzo Macho
- Mister and Mississippi
- The Mo
- Mo'Jones
- Moke
- Mon Amour
- Monsieur Dubois
- Montezuma's Revenge
- Mooi Wark
- Mooi Weer Op Straat
- Moss
- The Motions
- Mouth & MacNeal
- Mozes and the Firstborn
- My Baby

## N
- Nasmak
- Navarone
- Neerlands Hoop in Bange Dagen
- Neet oét Lottum
- Nembrionic (Nembrionic Hammerdeath)
- Nemesea
- Neuk!
- New Adventures
- New Four
- Next One
- Nick & Simon
- Nits
- NO blues
- Noisia
- Noodweer
- Normaal
- Nova

## O
- Occasional Swing Combo
- Odyssice
- OG3NE
- Omnia
- Ongenode Gaste
- Only Seven Left
- Opgezwolle
- The Original Soundtrack
- Osdorp Posse
- Ottoboy
- The Outsiders

## P
- Panda Noir
- Pandora's Key
- ParHasard
- Partner
- Party Animals
- The Partysquad
- Pater Moeskroen
- Personal Trainer
- Peru
- Peter Pan Speedrock
- Pfaff
- Phantom Elite
- Picture
- Pioneers of Love
- Pitstop Boys
- The Ploctones
- Ploegendienst
- De Poema's
- Pol
- Pom
- Polluted Inheritance
- Postmen
- Powerplay
- Prins S. en De Geit
- Pussycat

## Q
- Q65
- Qlas & Blacka

## R
- Racoon
- Radjinder
- De Raggende Manne
- The Ramblers
- Rainbow Train
- Rapalje
- Ravolva
- Reboelje
- Relax
- René and The Alligators
- Renée
- ReVamp
- Rigby
- Risqué
- Ritmo Natural
- Roberto Jacketti & the Scooters
- Rockband Poppenkast
- Ro-d-Ys
- Roggel
- Rondé
- Ronnie
- Room Eleven
- Roosbeef
- Rowwen Hèze
- Rubberen Robbie

## S
- San Andreas
- Sandra & Andres
- Sandy Coast
- Saskia & Serge
- Say When
- The Scene
- Scram C Baby
- Secret Rendezvous
- Seedling
- Selvera's
- Senior Citizens
- Sensuàl
- Sep & Jasmijn
- The Serenes
- The Shavers
- The Sheer
- Shireen
- Shocking Blue
- The Shoes
- Siggy & D1ns
- Silence is Sexy
- Silhouette
- Silkstone
- De Sjonnies
- Skik
- The Skyriders
- Slagerij van Kampen
- Bob Smit en het Duke City Sextet
- Smogus
- Sneeuwbal Trio
- De Snevo's
- Snoopy
- The Soca Boys
- Solo
- Solution
- Son Mieux
- Sowulo
- Spanner
- Spargo
- Specs Hildebrand and the Living Room Band
- Speedtwins
- De Spelbrekers
- Spin
- Spinvis
- The Spirit That Guides Us
- Splendid
- Splitsing
- Spoetnik Boys
- Spring & De Groot
- De Staat
- Stampvast
- Stars on 45
- Stereo
- Stern
- Stonewashed
- Storybox
- De Straatzangers
- Sufgerukte Wallies
- Supersister
- Surfcake
- The Surfers
- Surrender
- Sven Hammond
- Sweet d'Buster
- Swinging Soul Machine

## T
- Tape Toy
- Taurus
- Teach-In
- Teaser
- Tee Set
- Temple Fang
- Ten Sharp
- Textures
- THC
- This Beautiful Mess
- Tielman Brothers
- Time Bandits
- Tin Men and the Telephone
- De Toegift
- Tol & Tol
- Toontje Lager
- Toppers
- Total Touch
- Tower
- Town of Saints
- Trace
- Trafassi
- Tramhaus
- Travoltas
- Treble
- Tribute to The Cats Band
- Trinity
- Trio Lescano
- Tröckener Kecks
- Tududuh
- Tuindorp Hustler Click
- The Tumbleweeds
- Turbo
- Twarres
- De Twee Kleintjes Pils
- De Twee Pinten
- Twelve Bar Blues Band
- Twenty 4 Seven

## U
- The Undeclinables
- Unit Gloria
- UNITY
- Urban Dance Squad
- Urban Heroes

## V
- Valerius
- Van Dik Hout
- Van Piekeren
- Vandale
- Vandenberg
- Vandenberg's MoonKings
- Vanderlinde
- Vangrail
- VanKatoen
- Vast Countenance
- Veldhuis & Kemper
- Vengaboys
- Vengeance
- RK Veulpoepers BV
- Veur Disse Kear
- The Vices
- The Vips
- The Visitor
- Vitesse
- VOF de Kunst
- Voicst
- Vulcano
- Volumia!

## W
- Waikiki Hawaiians
- The Walkers
- Want Want
- WC Experience
- Weekend at Waikiki
- Wenne!
- What Fun!
- Wild Romance
- Wies
- Within Temptation
- Wodan Boys

## X
- XYP
- Xystus

## Y
- Yin Yin
- Yukka
- Yung Internet

## Z
- Zaniac
- Zen
- ZEUS
- Zijlstra
- Zinatra
- The Zipps
- Zuco 103
- Zware Jongens
- ZZ en de Maskers
- zZz